# Drop (アイドルグループ)
drop（ドロップ）は、かつて存在した日本の女性アイドルグループ。
日本ツインテール協会から誕生する形で2014年にデビューし、2017年に解散。東京を中心にライブ活動を展開していた。

## 概要
発足以来、全国で数百人もの美少女を撮りおろしてきた日本一美少女に精通する協会という「日本ツインテール協会」が満を持して世に送り出すアイドルユニット。
『脳を焼くアイドル』をキャッチフレーズに、一度聴いたらリフレインしてしまうアイドルソングを発信していた。ファッションデザイナー、フォトグラファー、日本ツインテール協会会長と一風変わった顔を持つ古谷完がプロデュースを担当。
古谷が「glamb」のファッションデザイナーであることから、衣裳やグッズのデザインも強みとなっている。楽曲は古谷自らが作詞を担当し、ヒット作うたの☆プリンスさまっ♪の作詞作曲を務めたElements Gardenの上松範康が作曲を担う。

## 略歴
2014年7月6日にデビューライブ（アイドル横丁夏まつり!!〜2014〜）が行われた。
デビュー当初は、三嵜みさと、杉野静香、滝口ひかりの3名によるユニットであったが、2014年8月30日に行われた新曲発表イベント"dropx2.5D"で、大場はるかが加入。
その後、2015年8月1日に行われたTOKYO IDOL FESTIVALにて、杉野静香が卒業。
三嵜みさと、滝口ひかり、大場はるかの3名で活動を続けていたが、2016年1月2日より新メンバー募集をし、オーディションにより小泉留菜、小日向麻衣が2016年4月2日"旅せよdrop ～東京編～"にてお披露目された。2016年5月1日のロマンチックコンポートにて加入。
2016年8月16日にFORCE MUSICよりメジャーデビューシングル「星のない夜だから / 帰っておいで」をリリース。
「星のない夜だから」は自身初となるミュージックビデオも制作された。
2017年6月3日より全国ツアー『侵食drop』をスタート。東京を皮切りに仙台、福岡、名古屋、大阪、そしてツアーファイナルの東京公演が開催される。
ツアー初日の東京公演では重大告知として、2017年8月20日 新宿BLAZEにて『3周年記念ライブ』が開催されることが発表された。
滝口ひかりと三嵜みさとが11月11日をもって同グループを卒業することが8月25日に公式サイトで明かされた。その直後の11月30日に解散。

## メンバー

### 活動終了時のメンバー
最後まで残った3人は、2017年12月に結成されたアイドルグループ「ナナランド」に参加している。
大場はるか（おおば はるか、1993年10月4日 - ）
【担当カラー】緑 ■　【属性】自然　【ファンの総称】ミトコンドリア
2012 年、講談社主催のアイドルオーディション『ミスiD』2013にて準グランプリ相当の“ミスiD”に選出される。現在もアイドルとしての活動の他、NHK 高校講座『ロンリのちから』などテレビ出演、舞台や映画での女優活動をしている。また、コント番組への出演、DJすのものとしても活動をしており、今後さらに多岐方面での活躍が期待されている。
小泉留菜（こいずみ るな、1998年2月27日 - ）
【担当カラー】紫 ■　【属性】毒　【ファンの総称】毒民（どくみん）
2016年5月1日に新メンバーとしてdropに加入。学級委員長な見た目と物怖じしないハッキリとした口調、時に飛び出す毒舌のギャップが魅力。
小日向麻衣（こひなた まい、1996年12月9日 - ）
【担当カラー】オレンジ ■　【属性】太陽　【ファンの総称】ひまわり組
2016年5月1日に新メンバーとしてdropに加入。父母共に音楽一家に生まれた小日向の特技は演奏。楽器は一通りなんでも演奏可能、ボーカル、ピアノ、ギター、ベース、ドラムと、ひとりバンドが出来る腕前。透き通った声も魅力、属性が太陽だけにすぐに日焼けをしてしまい、色黒なのが目下の悩みだった。

### 元メンバー
杉野静香（すぎの しずか、1994年7月21日 - ）
【担当カラー】黄色 ■　【属性】雷　【ファンの総称】おふとんず
音大でピアノを専攻する絶対音感の持ち主。ハイトーン幼女ボイスが魅力で声優としても活動予定。配偶者はお布団。2015年8月1日に行われた"TOKYO IDOL FESTIVAL"にて、惜しまれつつも卒業。その後「月乃雫」や「shizuka」の名前でモデルやピアニストとして活動。現在は音楽ユニット「東京メルヘン倶楽部」のしずりんとして活躍中。
三嵜みさと（みさき みさと、1994年9月9日 - ）
【担当カラー】赤 ■　【属性】炎　【ファンの総称】メラリスト
dropリーダー。お絵かき好きのアニメおたく。猫と梅干しをこよなく愛する。アイドル活動以外にも、glambの製品デザインに携わったり、最近では作詞作曲にもチャレンジ、DJさばかんとして活動するなどアイドル以外の活動の幅を広げている。脱退後は滝口らと共にアイドルグループ「ゑんら」を立ち上げた。
滝口ひかり（たきぐち ひかり、1994年9月20日 - ）
【担当カラー】青 ■　【属性】水　【ファンの総称】じゃぶっきー
集英社週刊プレイボーイ読者投票の結果、『2014今年必ずくるグラビアアイドル８人』のグランプリを獲得するなどグラビアモデルとしても活動中。実際には長女だが、ドロップでは三女の天然妹キャラ。脱退後は三嵜らと一緒に新プロジェクト「ゑんら」を始動させる。

## ディスコグラフィー

### 自主制作　(レーベル: PineS Valley)
|      | 発売日         | 品番       | タイトル                                       | 販売形態 | 収録曲 | 備考 |
| ---- | -------------- | ---------- | ---------------------------------------------- | -------- | --- | ---- |
| 1st  | 2014年12月13日 | なし       | なんにもいらない／いろはにほへとdeヴァンパイア | CD       | 1. なんにもいらない 2. いろはにほへとdeヴァンパイア 3. なんにもいらない(instrumental) 4. いろはにほへとdeヴァンパイア(instrumental) |      |
| 2nd  | 2015年7月3日   | PSVL-00001 | 脳内ドロップ                                   | CD       | 1. なんにもいらない 2. 透明な銃 3. いろはにほへとdeヴァンパイア 4. 恋してケチャして 5. 大問題チクタク 6. 私が私であるために |      |
| 3rd  | 2015年9月6日   | PSVL-00002 | わちゃごなどぅ／アレサレタイノ                 | CD       | 1. わちゃごなどぅ 2. アレサレタイノ 3. わちゃごなどぅ(instrumental) 4. アレサレタイノ(instrumental) |      |
| 4th  | 2015年11月28日 | PSVL-00003 | 走れ／ポーカーフェイス                         | CD       | 1. 走れ 2. ポーカーフェイス 3. 走れ(instrumental) 4. ポーカーフェイス(instrumental) |      |
| last | 2018年3月24日  | PSVL-00009 | 何がでるかはキミ次第！                         | CD       | 1. 冗談じゃないね 2. ビビデバビデチュ 3. ホーカスポーカス 4. ロケットに乗って（Happy Ending Ver.） 5. 大嫌い 6. 旅せよ乙女 7. 星のない夜だから 8. 帰っておいで 9. かくれんぼしましょ 10. ひみつ（Live Ver.） 11. ゲッチュ（Live Ver.） |      |

### シングル
| #   | 発売日        | タイトル                       | 販売形態 | 最高位 | 備考                                                            |
| --- | ------------- | ------------------------------ | -------- | ------ | --------------------------------------------------------------- |
| 1st | 2016年8月16日 | 星のない夜だから／帰っておいで | CD       | 7位    | 日本テレビ系「バズリズム」パワープレイ フォースミュージック発売 |

## 楽曲
|    | タイトル                       | 作詞       | 作曲       | 編曲                 | 備考                                             |
| -- | ------------------------------ | ---------- | ---------- | -------------------- | ------------------------------------------------ |
| 1  | なんにもいらない               | 古谷完     | 上松範康   | 菊田大介             | 2014年 デビューお披露目曲                        |
| 2  | 透明な銃                       | 古谷完     | 上松範康   | 菊田大介             | 2014年 デビューお披露目曲                        |
| 3  | いろはにほへと de ヴァンパイア | 古谷完     | 上松範康   | 菊田大介             | 2014年8月発表                                    |
| 4  | 恋してケチャして               | 古谷完     | 上松範康   | 菊田大介＆末益涼太   | 2014年11月発表                                   |
| 5  | 大問題チクタク                 | 古谷完     | 上松範康   | 菊田大介＆藤永龍太郎 | 2014年11月発表                                   |
| 6  | 私が私であるために             | 古谷完     | 上松範康   | 菊田大介＆末益涼太   | 2014年12月発表                                   |
| 7  | アレサレタイノ                 | 古谷完     | 末益涼太   | 末益涼太             | 2015年4月発表                                    |
| 8  | 走れ                           | 古谷完     | 上松範康   | 末益涼太             | 2015年5月発表                                    |
| 9  | わちゃごなどぅ                 | 古谷完     | 上松範康   | 末益涼太             | 2015年6月発表                                    |
| 10 | ポーカーフェイス               | 古谷完     | 上松範康   | 末益涼太             | 2015年7月発表                                    |
| 11 | 冗談じゃないね                 | 古谷完     | 末益涼太   | 末益涼太             | 2015年8月発表                                    |
| 12 | ビビデバビデチュ               | 古谷完     | 末益涼太   | 末益涼太             | 2015年 9月発表                                   |
| 13 | ホーカスポーカス               | 古谷完     | 藤永龍太郎 | 藤永龍太郎           | 2015年10月発表                                   |
| 14 | ロケットに乗って               | 古谷完     | 末益涼太   | 末益涼太             | 2015年11月発表 HappyEnding ver／LonelyEnding ver |
| 15 | 大嫌い                         | 古谷完     | 藤永龍太郎 | 藤永龍太郎           | 2015年12月発表                                   |
| 16 | 旅せよ乙女                     | 古谷完     | 末益涼太   | 末益涼太             | 2016年1月発表                                    |
| 17 | 星のない夜だから               | 古谷完     | 末益涼太   | 末益涼太             | 2016年3月発表                                    |
| 18 | 帰っておいで                   | 古谷完     | 末益涼太   | 末益涼太             | 2016年7月発表                                    |
| 19 | かくれんぼしましょ             | 三嵜みさと | 末益涼太   | 末益涼太             | 2016年9月発表                                    |
| 20 | 恋してケチャして2017           | 古谷完     | 上松範康   | 菊田大介＆末益涼太   | 2017年1月発表                                    |
| 21 | ひみつ                         | 三嵜みさと |            |                      | 2017年4月発表                                    |
| 22 | ゲッチュ                       | 古谷完     |            |                      | 2017年6月発表                                    |

## ツアー
| タイトル       | 日程                  | 公演会場 |
| -------------- | --------------------- | --- |
| 旅せよドロップ | 2016年2月20日〜4月3日 | 全国4ヶ所5公演（※全ての単独公演） - 2月20日 名古屋 名古屋M.I.D - 2月28日 福岡 天神イムズホール - 3月26日 大阪 LIVEHOUSE D (1部) - 3月26日 大阪 LIVEHOUSE D (2部) - 4月03日 東京 品川ステラボール                                                                  |
| 侵食drop       | 2017年6月3日〜7月2日  | 全国5ヶ所8公演 - 6月03日 東京 渋谷WWW (単独) - 6月04日 仙台 仙台HOOK - 6月17日 福岡 福岡INSA - 6月18日 名古屋 名古屋MID - 6月25日 大阪 OSAKAMUSE (1部単独) - 6月25日 大阪 OSAKAMUSE (2部) - 7月02日 東京 下北沢GARDEN (1部) - 7月02日 東京 下北沢GARDEN (2部単独) |

## 出演

### テレビ
- 怒りの追跡バスターズ 女の敵は許さないSP（2016年11月2日、TBS系列）
- 怒りの追跡バスターズ 女の敵は許さないSP 第2弾（2017年5月3日、TBS系列）

### CM
- 東京海上日動 東京2020 挑戦者たち篇（2015年7月 - 、東京海上日動火災保険）

### その他
- サッカーキング ハーフ・タイム（ニコニコ生放送、※火曜日レギュラー）[7]
- 水曜の!!dropはまだまだやれるでShow!（WALLOP）

## 書籍
- サッカーゲームキング Vol.54 2016年8月号（2016年8月、フロムワン(発行)・朝日新聞出版(発売)）[8]

### 写真集
- キミ色ツインテール2（2015年4月、宝島社）